# Brad Benavides
Brad Domenico Benavides Agredo (Florida, 2001. július 20. – ) kolumbiai származású, amerikai-spanyol-guatemalai autóversenyző, a 2024-es Euroformula Open bajnokság győztese.

## Pályafutása

### Gokart
2017-ben kezdte gokartos karrierjét, amikor 9. helyen végzett a WSK Final kupában, ezután 4. helyet ért el a WSK Champions kupában 2018-ban. Két évvel később 11. helyen végzett a Spanyol Gokart Bajnokságban.

### Formula–4
2018-ban debütált együléses versenyautóban a Euroformula Open bajnokságban, a Campos Racing versenyzőjeként. 9. helyen zárta a szezont, de nem szerzett pontot, mert csak vendégversenyző volt.

### Formula Renault Eurókupa
2019-ben Benavides a Formula Renault Eurókupában versenyzett az FA Racing csapattal, de pontot nem szerzett. Legjobb eredménye egy 13. hely volt, a pontversenyt 23. helyen zárta.

### Formula Regionális Európa-bajnokság
Egy év kihagyás után Benavides visszatért a versenyzéshez a Formula Regionális Európa-bajnokságban, a DR Formula RP Motorsport versenyzőjeként. Az első versenyhétvégén Imolában kiesett az első futamon, a másodikon pedig 14. helyet ért el.

### Formula–3
A 2021-es év végi teszteken a Carlin csapatnál vett részt. 2022-ben kiderült, hogy a szezonban ő lesz az egyik pilótájuk az F3-as csapatnál. 23. helyen zárta a szezont, mindössze 3 megszerzett ponttal, de így is megelőzte egyik csapattársát, Enzo Trullit.
Később az ART Grand Prix-nél vezetett a szezont követő tesztek utolsó napján.

### Formula–2
2022 novemberében bejelentették, hogy az FIA Formula–2-ben fog versenyezni Roy Nissany mellett, a PHM Racing by Charouz csapatnál. Az évben nem sikerült pontot szerezni és több incidensbe is keveredett a mezőny többi tagjával. A belga forduló előtt bejelentésre került, hogy Josh Mason váltja fel az évad további részére. Így 18 futam és 0 pont után távozott. Végül a 22. lett a tabellán.

## Eredményei

### Gokart
| Év   | Bajnokság                           | Csapat          | Helyezés |
| ---- | ----------------------------------- | --------------- | -------- |
| 2016 | South Garda Winter Cup — OKJ        |                 | 52.      |
| 2016 | CIK-FIA European Championship — OKJ |                 | HN†      |
| 2017 | South Garda Winter Cup — KZ2        |                 | 65.      |
| 2017 | Trofeo delle Industrie — KZ2        | CPB Sport       | 27.      |
| 2017 | WSK Super Master Series — KZ2       |                 | 75.      |
| 2017 | Coupe de France — KZ2               |                 | 40.      |
| 2017 | International Super Cup — KZ2       |                 | 78.      |
| 2017 | WSK Final Cup — KZ2                 | CPB Sport       | 9.       |
| 2018 | WSK Champions Cup — KZ2             | CPB Sport       | 4.       |
| 2018 | WSK Super Master Series — KZ2       | CPB Sport       | 26.      |
| 2018 | WSK Open Cup — KZ2                  |                 | 17.      |
| 2018 | CIK-FIA European Championship — KZ2 | CPB Sport       | 39.      |
| 2018 | International Super Cup — KZ2       |                 | 104.     |
| 2019 | IAME Winter Cup — X30 Shifter       | Campos Racing   | 1.       |
| 2020 | Champions of the Future — KZ2       |                 | 9.       |
| 2021 | WSK Champions Cup — KZ2             |                 | 29.      |
| 2021 | WSK Super Master Series — KZ2       |                 | 50.      |
| 2021 | Spanyol Gokart Bajnokság — KZ       | DMK Racing Team | 11.      |

† Mivel Benavides vendégpilóta volt, ezért nem részesült bajnoki pontokban.

### Karrier összefoglaló
| Év   | Bajnokság                           | Csapat                   | Futam | Győzelem | Pole | Leggyorsabb kör | Dobogó | Pont | Helyezés |
| ---- | ----------------------------------- | ------------------------ | ----- | -------- | ---- | --------------- | ------ | ---- | -------- |
| 2018 | Euroformula Open                    | Campos Racing            | 2     | 0        | 0    | 0               | 0      | 0    | HN‡      |
| 2019 | Formula Renault Európa-kupa         | FA Racing by Drivex      | 13    | 0        | 0    | 0               | 0      | 0    | 23.      |
| 2021 | Formula Regionális Európa-bajnokság | DR Formula RP Motorsport | 10    | 0        | 0    | 0               | 0      | 0    | 26.      |
| 2021 | Euroformula Open                    | Carlin Motorsport        | 9     | 0        | 0    | 0               | 0      | 39   | 13.      |
| 2022 | Formula–3                           | Carlin                   | 18    | 0        | 0    | 0               | 0      | 3    | 23.      |
| 2023 | Formula–2                           | PHM Racing by Charouz    | 18    | 0        | 0    | 0               | 0      | 0    | 22.      |
| 2024 | Euroformula Open                    | Team Motopark            | 24    | 9        | 4    | 10              | 19     | 431  | 1.       |

* A szezon jelenleg is zajlik.
‡ Mivel Benavides vendégpilóta volt, ezért nem részesült bajnoki pontokban.

### Teljes Euroformula Open eredménysorozata
(Táblázat értelmezése)

(Félkövér: pole-pozícióból indult; dőlt: leggyorsabb kört futott) 

| Év   | Csapat        | 1        | 2        | 3       | 4     | 5     | 6       | 7     | 8        | 9        | 10    | 11       | 12       | 13      | 14       | 15       | 16       | 17      | 18      | 19      | 20      | 21      | 22      | 23      | 24       | Helyezés | Pont |
| ---- | ------------- | -------- | -------- | ------- | ----- | ----- | ------- | ----- | -------- | -------- | ----- | -------- | -------- | ------- | -------- | -------- | -------- | ------- | ------- | ------- | ------- | ------- | ------- | ------- | -------- | -------- | ---- |
| 2018 | Campos Racing | POR 1    | POR 2    | FRA 1   | FRA 2 | BEL 1 | BEL 2   | HUN 1 | HUN 2    | GBR 1    | GBR 2 | ITA 1    | ITA 2    | JER 1   | JER 2    | ESP 1 9  | ESP 2 13 |         |         |         |         |         |         |         |          | HN†      | 0    |
| 2021 | Carlin        | POR 1    | POR 2    | POR 3   | FRA 1 | FRA 2 | FRA 3   | BEL 1 | BEL 2    | BEL 3    | HUN 1 | HUN 2    | HUN 3    | IMO 1   | IMO 2    | IMO 3    | AUT 1 10 | AUT 2 9 | AUT 3 8 | ITA 1 7 | ITA 2 7 | ITA 3 7 | ESP 1 8 | ESP 2 6 | ESP 3 14 | 13.      | 39   |
| 2024 | Team Motopark | PRT 1 2* | PRT 2 1* | PRT 3 2 | HOC 1 | HOC 2 | HOC 3 5 | SPA 1 | SPA 2 1* | SPA 3 3* | HUN 1 | HUN 2 3* | HUN 3 2* | LEC 1 3 | LEC 2 1* | LEC 3 2* | RBR 1    | RBR 2 5 | RBR 3 2 | CAT 1   | CAT 2 3 | CAT 3 5 | MNZ 1 6 | MNZ 2 1 | MNZ 3 4  | 1.       | 431  |

† A versenyt nem fejezte be, de helyezését értékelték, mert a versenytáv több, mint 90%-át teljesítette.

### Teljes Formula Renault Európa-kupa eredménysorozata
(Táblázat értelmezése)

(Félkövér: pole-pozícióból indult; dőlt: leggyorsabb kört futott) 

| Év   | Csapat    | 1        | 2        | 3        | 4        | 5        | 6        | 7        | 8        | 9        | 10       | 11       | 12       | 13       | 14       | 15       | 16       | 17    | 18    | 19    | 20    | Helyezés | Pont |
| ---- | --------- | -------- | -------- | -------- | -------- | -------- | -------- | -------- | -------- | -------- | -------- | -------- | -------- | -------- | -------- | -------- | -------- | ----- | ----- | ----- | ----- | -------- | ---- |
| 2019 | FA Racing | ITA 1 14 | ITA 2 Ki | GBR 1 19 | GBR 2 18 | MON 1 17 | MON 2 14 | FRA 1 14 | FRA 2 18 | BEL 1 19 | BEL 2 13 | GER 1 Vi | GER 2 Vi | HUN 1 Ni | HUN 2 16 | ESP 1 14 | ESP 2 14 | HOC 1 | HOC 2 | UAE 1 | UAE 2 | 23.      | 0    |

† A versenyt nem fejezte be, de helyezését értékelték, mert a versenytáv több, mint 90%-át teljesítette.

### Teljes Formula Regionális Európa-bajnokság eredménysorozata
(Táblázat értelmezése)

(Félkövér: pole-pozícióból indult; dőlt: leggyorsabb kört futott) 

| Év   | Csapat                   | 1       | 2       | 3       | 4       | 5       | 6       | 7       | 8       | 9       | 10      | 11   | 12   | 13   | 14   | 15   | 16   | 17   | 18   | 19   | 20   | Helyezés | Pont |
| ---- | ------------------------ | ------- | ------- | ------- | ------- | ------- | ------- | ------- | ------- | ------- | ------- | ---- | ---- | ---- | ---- | ---- | ---- | ---- | ---- | ---- | ---- | -------- | ---- |
| 2021 | DR Formula RP Motorsport | IMO1 Ki | IMO2 14 | CAT1 16 | CAT2 12 | MCO1 24 | MCO2 Ki | LEC1 28 | LEC2 20 | ZAN1 21 | ZAN2 20 | SPA1 | SPA2 | RBR1 | RBR2 | VAL1 | VAL2 | MUG1 | MUG2 | MNZ1 | MNZ2 | 26.      | 0    |

† A versenyt nem fejezte be, de helyezését értékelték, mert a versenytáv több, mint 90%-át teljesítette.

### Teljes FIA Formula–3-as eredménysorozata
(Táblázat értelmezése)

(Félkövér: pole-pozícióból indult; dőlt: leggyorsabb kört futott) 

| Év   | Csapat | 1          | 2          | 3          | 4          | 5          | 6          | 7          | 8          | 9          | 10         | 11         | 12         | 13        | 14         | 15         | 16         | 17         | 18         | Helyezés | Pont |
| ---- | ------ | ---------- | ---------- | ---------- | ---------- | ---------- | ---------- | ---------- | ---------- | ---------- | ---------- | ---------- | ---------- | --------- | ---------- | ---------- | ---------- | ---------- | ---------- | -------- | ---- |
| 2022 | Carlin | BHR SPR 21 | BHR FEA 20 | IMO SPR 14 | IMO FEA Ki | ESP SPR 25 | ESP FEA Ki | GBR SPR Hn | GBR FEA 20 | AUT SPR 20 | AUT FEA 20 | HUN SPR Ki | HUN FEA 22 | BEL SPR 8 | BEL FEA 18 | NED SPR 26 | NED FEA Ki | ITA SPR 18 | ITA FEA 14 | 23.      | 3    |

† A versenyt nem fejezte be, de helyezését értékelték, mert a versenytáv több, mint 90%-át teljesítette.

### Teljes FIA Formula–2-es eredménysorozata
(Táblázat értelmezése)

(Félkövér: pole-pozícióból indult; dőlt: leggyorsabb kört futott) 

| Év   | Csapat     | 1          | 2          | 3          | 4          | 5          | 6          | 7          | 8          | 9          | 10         | 11         | 12         | 13         | 14         | 15         | 16         | 17         | 18         | 19      | 20      | 21      | 22      | 23      | 24      | 25      | 26      | Helyezés | Pont |
| ---- | ---------- | ---------- | ---------- | ---------- | ---------- | ---------- | ---------- | ---------- | ---------- | ---------- | ---------- | ---------- | ---------- | ---------- | ---------- | ---------- | ---------- | ---------- | ---------- | ------- | ------- | ------- | ------- | ------- | ------- | ------- | ------- | -------- | ---- |
| 2023 | PHM Racing | BHR SPR 19 | BHR FEA 18 | KSA SPR 18 | KSA FEA Ki | AUS SPR Ki | AUS FEA 12 | AZE SPR 10 | AZE FEA Ki | MON SPR 11 | MON FEA 16 | ESP SPR 15 | ESP FEA 22 | AUT SPR 12 | AUT FEA 19 | GBR SPR Ki | GBR FEA 13 | HUN SPR 18 | HUN FEA 18 | BEL SPR | BEL FEA | NED SPR | NED FEA | ITA SPR | ITA FEA | UAE SPR | UAE FEA | 22.      | 0    |

† A versenyt nem fejezte be, de helyezését értékelték, mert a versenytáv több, mint 90%-át teljesítette.